# Висмансдорф
Висмансдорф (нем. Wißmannsdorf) — община в Германии, в земле Рейнланд-Пфальц. 
Входит в состав района Айфель-Битбург-Прюм. Подчиняется управлению Битбург-Ланд.  Население составляет 756 человек (на 31 декабря 2010 года). Занимает площадь 6,72 км².
Город подразделяется на 3 городских района.